# 178 př. n. l.

## Hlavy států
- Seleukovská říše – Seleukos IV. Filopatór (187 – 175 př. n. l.)
- Řecko-baktrijské království – Apollodotus I. (180 – 160 př. n. l.)
- Parthská říše – Friapatios (185 – 176 př. n. l.)
- Egypt – Ptolemaios VI. Filométor (180 – 145 př. n. l.)
- Bosporská říše – Pairisades III. (180 – 150 př. n. l.)
- Pontus – Farnaces I. (185 – 170 př. n. l.)
- Kappadokie – Ariarathes IV. (220 – 163 př. n. l.)
- Bithýnie – Prusias II. (182 – 149 př. n. l.)
- Pergamon – Eumenés II. (197 – 159 př. n. l.)
- Athény – Menedemus (179 – 178 př. n. l.) » Philon (178 – 177 př. n. l.)
- Makedonie – Perseus (179 – 168 př. n. l.)
- Epirus – vláda épeiroské ligy (231 – 167 př. n. l.)
- Římská republika – konzulové M. Iunius Brutus a A. Manlius Vulso (178 př. n. l.)
- Numidie – Masinissa (202 – 148 př. n. l.)